# Coronocyclus labiatus
Coronocyclus labiatus är en rundmaskart. Coronocyclus labiatus ingår i släktet Coronocyclus, och familjen Strongylidae. Arten är reproducerande i Sverige.